# Kvat
Kvat war eine vormetrische Längeneinheit. Das Maß entsprach der Klafter. Bereits vor 1873 galt es auf dem Gebiet von Serbien, dem späteren Teils Jugoslawiens. Die vormetrischen Maße wurden noch bis 2003 (Auflösung Jugoslawiens) erwähnt. Das metrische System wurde 1873 übernommen und war seit 1883 in Anwendung.
- 1 Kvat = 7/3 Archine = 6 Stopa = 261/5 Palaz = 870 Linia = 1,896 Meter
  - 1 Stopa/Fuß = 0,316 Meter

Als Flächenmaß hatte Quadrat-Kvat rund 3,595 Quadratmeter mit 36 Quadrat-Stopa.